# Nils Sjögren
Nils Axel Gustav Sjögren (14. marts 1894 i Stockholm – 30. juli 1952) var en svensk billedhugger.
Han var bl.a. Elev af Bourdelle, har udført karakterfuld og levende Portrætskulptur i
Bronzebuster af Forf. E. Blomberg, Redaktør Bocklund (1920) m. v., et patetisk
»Kvindehoved«, Bronzestatuetten »Diana« (1918, under Milles’sk Indflydelse), »Staaende nøgen Kvinde«
(i enkle, rolige Linjer, 1921), to dekorative Figurer: Mandlig og kvindelig Jæger (anbragt
uden for Kunstindustriudstillings-Bygningen paa Udstillingen i Göteborg 1923, hvor ogsaa
adskillige af ovenanførte Værker o. a. saas) m. v. Hans Vasa-Monument i Kalmar afsløredes 1926.